# Miśków 2-óch w Nowym Jorku
Miśków 2-óch w Nowym Jorku (ang. Norm of the North: Keys to the Kingdom) – amerykańsko-indyjski animowany film familijny z 2017 roku. Sequel filmu Misiek w Nowym Jorku.

## Treść
Misiek, obecnie król Arktyki, powraca do Nowego Jorku, gdzie z rąk burmistrza, ma otrzymać odznaczenie – Wielki Klucz do Miasta. Sprawy się komplikują, kiedy Misiek zostaje wrobiony w kradzież.

## Obsada
- Andrew Toth - Misiek
- Cole Howard - Quinn
- Maya Kay - Olympia
- Jennifer Cameron - Vera
- Alan Marriott - Stan